# 태백선

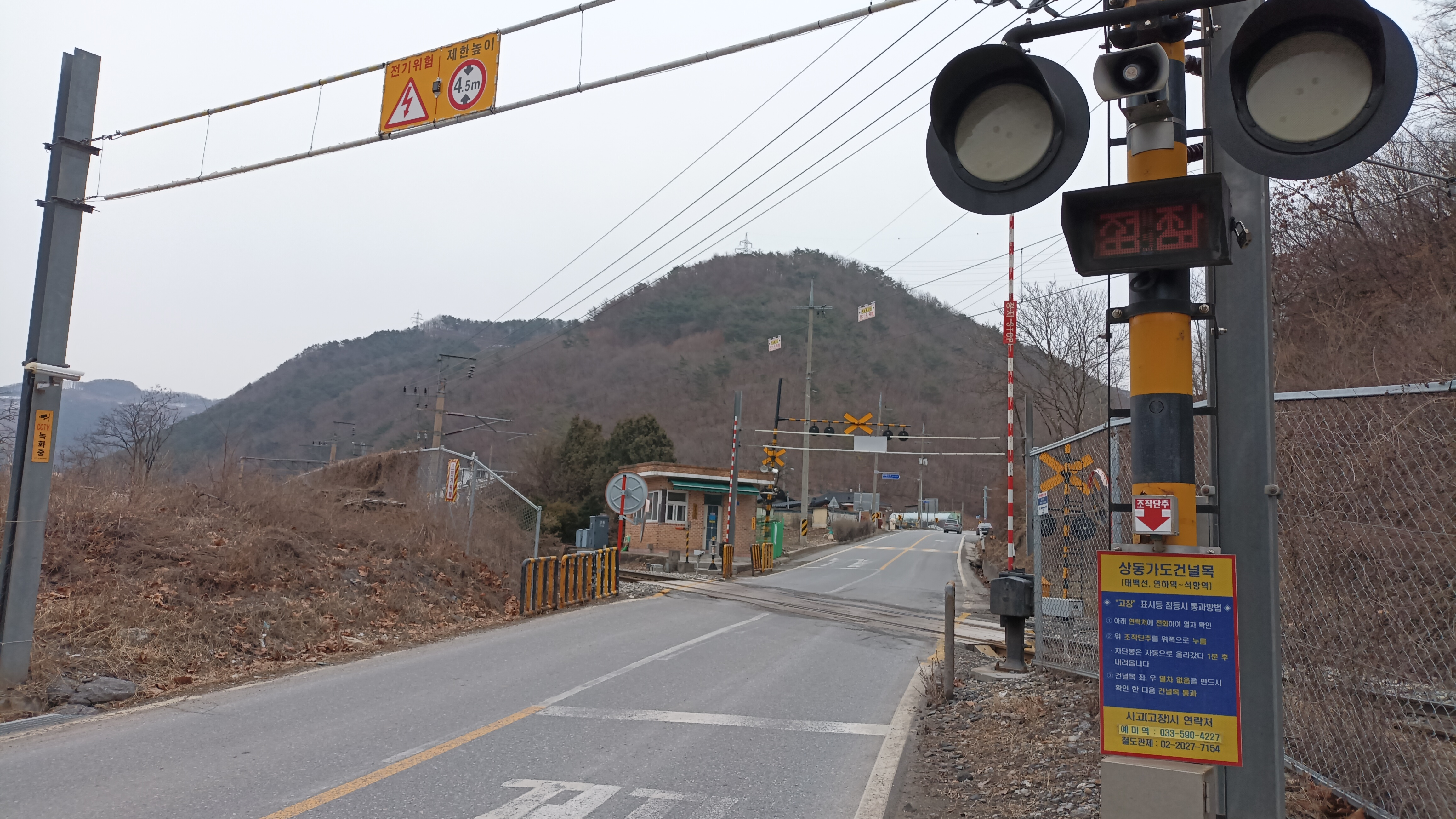
태백선 석항역 부근 국도 제31호선이 태백선과 교차하는 상동가도건널목

태백선(太白線)은 충청북도 제천시의 제천역과 강원특별자치도 태백시의 백산역을 잇는 한국철도공사의 철도 노선이다. 통행방향은 어디서든 좌측통행이다.

## 개요
영월에 건설된 화력발전소를 위해 1949년에 착공하여 1955년 12월 31일에 완공된 영월선(또는 영월발전소선)과 영동선에서 황지(현 태백시)일대의 탄광 개발을 위해 1962년에 건설되었던 황지지선을 기반으로 한다. 이후 탄광 개발을 위해 영월선의 연장선으로 건설된 함백선, 정선선, 고한선 등의 선로가 추가건설되면서 점차 두 노선이 근접하게 되고, 이후 추가적인 동서횡단노선의 확충 필요, 교통두절의 예방과 선로용량 증가를 위해 고한 ~ 황지간 연결선을 1973년 10월에 완공하면서 이 각 노선을 통합, 태백선으로 명명하여 지금에 이르고 있다.
1975년 12월 태백선 전구간을 전철화하였으며, 여객취급 역은 제천역, 쌍룡역, 영월역, 예미역, 민둥산역, 사북역, 고한역, 태백역이다.

## 연혁

태백선의 노선 형성 과정

### 단선비전철 시절
- 1937년 : 조선철도가 충북선의 연장으로 충주~제천~영월 구간의 착공을 인가받았으나[2] 착공되지 못함
- 1949년 5월 3일: 영월선 제천역에서 함백역까지 착공
- 1955년 12월 30일: 영월선 제천역에서 영월역까지 38.1km 완공
- 1957년 3월 9일: 함백선 영월역에서 함백역까지 22.6km 완공과 함께 영월선을 함백선에 통합
- 1961년 8월 8일: 황지지선 백산역에서 황지역까지 착공
- 1962년 5월 10일: 정선선 예미역에서 정선역까지 착공
- 1962년 5월 18일: 고한선 증산역에서 고한역까지 착공
- 1962년 12월 10일: 황지지선 백산역에서 황지역까지 9.0km 완공
- 1966년 1월 10일: 정선선 예미역에서 증산역까지 완공과 함께 함백선을 정선선에 통합
- 1966년 1월 15일: 고한선 증산역에서 고한역까지 10.7km 완공과 함께[3] 예미역에서 함백역 간을 함백선으로 분리[4]
- 1967년 1월 20일: 정선선 증산역에서 정선역까지 22.6km 개통[5]
- 1969년 8월 23일: 고한선 고한역에서 황지역까지 착공
- 1971년 1월 4일: 제천역에서 고한역 구간 전철화 착공
- 1973년 2월 28일: 정암터널 준공
- 1973년 10월 16일: 고한선 고한역에서 황지역까지 15.0km 완공과 함께 정선선 일부와 고한선과 황지지선을 통합해 태백선으로 명명하고, 증산역에서 정선역 구간을 정선선으로 분리

### 전철화 시대
- 1974년 6월 20일: 태백선 제천~고한간 80.1km 전철화 완공으로 전기기관차 운행 개시[6]
- 1974년 12월 20일: 함백~조동간 루프 터널 착공
- 1975년: 태백삼각선 0.8km 완공
- 1975년 11월 3일: 서남천 철교 화물열차 추락 사고 발생
- 1975년 12월 5일: 영동선 전철화 완료와 함께 고한~백산간 23.7km 전철화 완공
- 1976년 12월 30일: 함백~조동간 루프 터널(L=2,450m) 개통으로 함백선 완전 개통, 해당 구간 복선화
- 1977년 4월 1일: 조동역이 신호장으로 개업
- 1977년 8월 13일: ATS화 완료
- 1978년 2월 28일: 두평역이 신호장으로 개업
- 1984년 4월 10일: CTC화 완료
- 1984년 12월 1일: 황지역을 태백역으로 개칭
- 1994년 11월 9일: 청령포 ~ 영월구간 시내외곽 이설
- 1995년 2월 16일: 두평역을 탄부역으로 개칭[7]
- 2004년 3월 31일: 객차형 통일호 폐지에 따른 통일호 폐지
- 2006년 9월 21일: 제천~입석리간 복선전철사업 기공식.
- 2006년 11월 1일: 다이어 개정에 따른 태백선 새마을호 운행 종료[8]
- 2009년 9월 1일: 증산역을 민둥산역으로 개칭.
- 2013년 11월 14일: 태백선 제천~입석리간 복선전철사업(14.2km) 완료, 장락역, 송학역 각각 폐역.[9]
- 2019년 4월 17일: 철도 노선번호 변경에 따라 315로 변경[10]
- 2020년 3월 2일: 영동선 경유 태백선 누리로 대체운행 예정(레츠코레일 공지사항 1004번 게시글 참조)
- 2020년 8월 3일: 집중호우로 철로에 토사가 유입되어 모든 열차가 운행중지[11]
- 2021년 1월 5일: 중앙선 서원주 ~ 안동구간 복선화 준공으로 원주역 이전 및 서원주역 신설로 태백선 정차역 추가.
- 2023년 9월 1일: 다이어 개정에 따른 태백선 ITX-마음 운행시작[12]

## 역 목록
- 무 : 무궁화호
- 누 : 누리로
- A : 정선아리랑열차
- I : ITX-마음
- ●: 전 열차 정차, ▲: 일부 열차 정차, ｜: 미정차

| 역명       | 로마자 역명    | 한자 역명 | 역간 거리 | 누적 거리 | 무 | 누 | A  | I  | 접속 노선     | 소재지         | 소재지 | 비고 | 비고 |
| ---------- | -------------- | --------- | --------- | --------- | -- | -- | -- | -- | ------------- | -------------- | ------ | ---- | ---- |
| 제천       | Jecheon        | 堤川      | 0.0       | 0.0       | ●  | ●  | ●  | ●  | 중앙선 충북선 | 충청북도       | 제천시 |      |      |
| 입석리     | Ipseok-ri      | 立石里    | 13.7      | 13.7      | ｜ |    | ｜ | ｜ |               | 충청북도       | 제천시 |      |      |
| 쌍룡       | Ssangnyong     | 雙龍      | 4.6       | 18.3      | ▲  | ▲  | ｜ | \| |               | 강원특별자치도 | 영월군 |      |      |
| 연당       | Yeondang       | 淵堂      | 7.6       | 25.9      | ｜ | \| | ｜ | \| |               | 강원특별자치도 | 영월군 |      |      |
| 청령포     | Cheongnyeongpo | 淸泠浦    | 5.7       | 31.6      | ｜ | \| | ｜ | \| |               | 강원특별자치도 | 영월군 |      |      |
| 영월       | Yeongwol       | 寧越      | 3.1       | 34.7      | ●  | ●  | ●  | ●  |               | 강원특별자치도 | 영월군 |      |      |
| 탄부       | Tanbu          | 炭釜      | 2.7       | 37.4      | ｜ | \| | ｜ | \| |               | 강원특별자치도 | 영월군 |      |      |
| 연하       | Yeonha         | 蓮下      | 4.9       | 42.3      | ｜ | \| | ｜ | \| |               | 강원특별자치도 | 영월군 |      |      |
| 석항       | Seokhang       | 石項      | 6.7       | 49.0      | ｜ | \| | ｜ | \| |               | 강원특별자치도 | 영월군 |      |      |
| 예미       | Yemi           | 禮美      | 3.1       | 52.1      | ▲  | ●  | ●  | \| | 함백선        | 강원특별자치도 | 정선군 |      |      |
| 조동       | Jodong         | 鳥洞      | 6.6       | 58.7      | ｜ | \| | ｜ | \| | 함백선        | 강원특별자치도 | 정선군 |      |      |
| 자미원     | Jamiwon        | 紫味院    | 4.4       | 63.1      | ｜ | \| | ｜ | \| |               | 강원특별자치도 | 정선군 |      |      |
| 민둥산     | Mindungsan     | 民東山    | 6.7       | 69.8      | ●  | ●  | ●  | ●  | 정선선        | 강원특별자치도 | 정선군 |      |      |
| 사북       | Sabuk          | 舍北      | 6.0       | 75.8      | ●  | ●  | \| | ●  |               | 강원특별자치도 | 정선군 |      |      |
| 고한       | Gohan          | 古汗      | 4.6       | 80.4      | ●  | ●  | \| | \| |               | 강원특별자치도 | 정선군 |      |      |
| 추전       | Chujeon        | 杻田      | 9.0       | 89.4      | ｜ | \| | \| | \| |               | 강원특별자치도 | 태백시 |      |      |
| 태백       | Taebaek        | 太白      | 6.0       | 95.4      | ●  | ●  | ●  | ●  |               | 강원특별자치도 | 태백시 |      |      |
| 문곡       | Mungok         | 文曲      | 3.0       | 98.4      | ｜ | \| | \| | \| |               | 강원특별자치도 | 태백시 |      |      |
| (태백삼각) |                |           | 4.5       | 102.9     | ｜ | ｜ | \| | ｜ | 태백삼각선    | 강원특별자치도 | 태백시 |      |      |
| 백산       | Baeksan        | 栢山      | 1.2       | 104.1     | ｜ | \| | ｜ | \| | 영동선        | 강원특별자치도 | 태백시 |      |      |

## 노선 정보
- 노선 거리 : 104.1 km
- 운영 기관 : 한국철도공사(전 구간)
- 궤간 : 1,435 mm (표준궤)
- 전철화 구간 : 전 구간 (교류 25,000V 60Hz)
- 복선구간 : 제천 ~ 입석리
- 단선구간 : 입석리 ~ 백산
- 보안 장치 : 자동폐색, ATS

## 지선 노선
태백선에는 총 3개의 지선 철도가 있다.
| 번호  | 노선 명칭  | 기점           | 종점             | 연장(km) | 비고 |
| ----- | ---------- | -------------- | ---------------- | -------- | ---- |
| 31501 | 함백선     | 예미역         | 조동역           | 9.6      |      |
| 31502 | 정선선     | 민둥산역       | 구절리역         | 45.9     |      |
| 31503 | 태백삼각선 | 문곡역(태백선) | 동백산역(영동선) | 0.8      |      |

### 함백선
함백선은 예미역과 함백역을 경유하여 조동역을 연결하는 철도 노선이다. 국토교통부의 한국철도영업거리표 상 노선 번호는 31501이다.
영월선의 연장 노선인 함백선으로 처음에 건설이 이루어졌으며, 이후 정선선이 건설되면서 예미 ~ 함백 구간은 정선선 지선 형태로 변경되었으며, 1977년 함백 ~ 조동 구간에 루프 터널을 건설하여 부족한 태백선 용량 확충에 기여하였다.

## 터널 목록
| 터널 이름   | 소재지 | 길이   | 준공년도 | 비고      |
| 두학터널    |        | 460m   | 2013년   |           |
| 송학터널    |        | 5,985m | 2013년   | 노선 최장 |
| 시곡터널    |        | 300m   | 2013년   |           |
| 입석터널    |        | 405m   | 1955년   |           |
| 신주막터널  |        | 650m   | 1955년   |           |
| 송정터널    |        | 234m   | 1955년   |           |
| 장전터널    |        | 70m    | 1955년   |           |
| 각한터널    |        | 754m   | 1955년   |           |
| 청령포터널  |        | 529m   | 1955년   |           |
| 반송터널    |        | 200m   | 1957년   |           |
| 풍촌터널    |        | 30m    | 1957년   |           |
| 오산터널    |        | 105m   | 1957년   |           |
| 석현1터널   |        | 125m   | 1957년   |           |
| 석현2터널   |        | 144m   | 1957년   |           |
| 석현3터널   |        | 72m    | 1957년   |           |
| 석현(피암)  |        | 10m    | 1957년   | 피암      |
| 조동1터널   |        | 87m    | 1966년   |           |
| 조동2터널   |        | 225m   | 1966년   |           |
| 조동3터널   |        | 137m   | 1966년   |           |
| 조동(피암)  |        | 45m    | 1966년   | 피암      |
| 조동4터널   |        | 55m    | 1966년   |           |
| 신동터널    |        | 70m    | 1966년   |           |
| 조동5터널   |        | 195m   | 1966년   |           |
| 미륵1터널   |        | 182m   | 1966년   |           |
| 미륵(피암)  |        | 75m    | 1966년   | 피암      |
| 미륵2터널   |        | 472m   | 1966년   |           |
| 부처터널    |        | 80m    | 1966년   |           |
| 수리재터널  |        | 1,950m | 1966년   |           |
| 자미원1터널 |        | 157m   | 1966년   |           |
| 자미원2터널 |        | 326m   | 1966년   |           |
| 자미원3터널 |        | 322m   | 1966년   |           |
| 자미원4터널 |        | 89m    | 1966년   |           |
| 자미원5터널 |        | 60m    | 1966년   |           |
| 문곡1터널   |        | 105m   | 1966년   |           |
| 문곡2터널   |        | 405m   | 1966년   |           |
| 척산(피암)1 |        | 50m    | 1966년   |           |
| 척산(피암)2 |        | 84m    | 1966년   |           |
| 천불터널    |        | 314m   | 1966년   |           |
| 소산1터널   |        | 70m    | 1966년   |           |
| 소산2터널   |        | 370m   | 1966년   |           |
| 도사1터널   |        | 260m   | 1966년   |           |
| 도사2터널   |        | 170m   | 1966년   |           |
| 사북(피암)  |        | 30m    | 1966년   |           |
| 부처소터널  |        | 83m    | 1966년   |           |
| 고한터널    |        | 170m   | 1966년   |           |
| 갈래(피암)  |        | 40m    | 1966년   |           |
| 정암터널    |        | 4,505m | 1973년   |           |
| 추전1터널   |        | 178m   | 1973년   |           |
| 추전2터널   |        | 158m   | 1973년   |           |
| 삼수1터널   |        | 452m   | 1973년   |           |
| 삼수2터널   |        | 770m   | 1973년   |           |
| 삼수3터널   |        | 220m   | 1973년   |           |
| 연화4터널   |        | 205m   | 1962년   |           |
| 연화3터널   |        | 30m    | 1962년   |           |
| 연화2터널   |        | 417m   | 1962년   |           |
| 연화1터널   |        | 1,010m | 1962년   |           |
| ----------- | ------ | ------ | -------- | --------- |

## 태백선의 교통량

### 열차 통과량
2023년도 철도통계연보에 따르면 태백선을 경유하는 정기열차의 열차운행 빈도는 다음과 같다.
| 운행구간    | 선로용량 | 새마을 | 무궁화 | 일반화물 | 운행총계 |
| ----------- | -------- | ------ | ------ | -------- | -------- |
| 제천~입석리 | 163      | 2      | 5      | 17       | 24       |
| 입석리~쌍용 | 65       | 2      | 5      | 7        | 14       |
| 쌍용~예미   | 47       | 2      | 5      | 4        | 11       |
| 예미~민둥산 | 40       | 2      | 5      | 4        | 11       |
| 민둥산~백산 | 36       | 1      | 5      | 4        | 10       |

이 구간의 열차 운행은 화물열차가 압도적으로 많으며, 이로 인해 선로 용량에 애로가 발생하고 있는 실정이다. 특히, 이 구간은 전 구간에 걸쳐 30퍼밀에 이르는 급격한 구배가 산재해 있어 운행 차량의 종류와 견인량수, 운전속도 등이 제한되고 있다.
화물열차의 운행은 주로 석탄과 양회가 대부분을 차지하고 있다. 정기여객열차 운행은 태백선 구간만을 한정하여 운행하는 열차는 전무하며, 청량리, 동해, 아우라지를 기점으로 하는 중앙선 및 영동선, 정선선에서 직통 운행하는 무궁화호에 전적으로 의존하고 있다.
이 노선은 주변 경관이 뛰어나고 관광산업 진흥이 활발하여, 기간 및 행사관계로 인한 임시 관광열차 투입이 종종 이루어지고 있다.

### 이용객 변동
다음 자료는 2000년부터 2015년까지 한국철도공사 한국철도통계 내용을 모은 것이다.
| 구분       | 이용 인원수 (명) | 이용 인원수 (명) | 이용 인원수 (명) | 이용 인원수 (명) | 이용 인원수 (명)             | 이용 인원수 (명)             | 이용 인원수 (명)             | 이용 인원수 (명)             | 이용 인원수 (명)             | 이용 인원수 (명)             | 이용 인원수 (명)             | 이용 인원수 (명)             | 이용 인원수 (명)             | 이용 인원수 (명)             | 이용 인원수 (명)             | 이용 인원수 (명)             | 각주   |
| 구분       | 2000년           | 2001년           | 2002년           | 2003년           | 2004년                       | 2005년                       | 2006년                       | 2007년                       | 2008년                       | 2009년                       | 2010년                       | 2011년                       | 2012년                       | 2013년                       | 2014년                       | 2015년                       | 각주   |
| ---------- | ---------------- | ---------------- | ---------------- | ---------------- | ---------------------------- | ---------------------------- | ---------------------------- | ---------------------------- | ---------------------------- | ---------------------------- | ---------------------------- | ---------------------------- | ---------------------------- | ---------------------------- | ---------------------------- | ---------------------------- | ------ |
| 비둘기     | 0                | 0                | 0                | 0                | 0                            | 0                            | 0                            | 0                            | 0                            | 0                            | 0                            | 0                            | 0                            | 0                            | 0                            | 0                            | [ 13 ] |
| 통일(통근) | 55,534           | 52,169           | 43,144           | 39,596           | 10,913                       | 1                            | 0                            | 144                          | 0                            | 0                            | 0                            | 0                            | 0                            | 0                            | 0                            | 0                            | [ 13 ] |
| 무궁화     | 683,873          | 738,199          | 663,739          | 697,192          | 696,913                      | 665,384                      | 611,943                      | 682,783                      | 643,468                      | 547,657                      | 569,572                      | 568,603                      | 592,893                      | 633,827                      | 610,342                      | 539,927                      | [ 13 ] |
| 새마을     | 68,490           | 89,974           | 77,654           | 70,188           | 77,551                       | 81,878                       | 58,955                       | 510                          | 6,726                        | 6,208                        | 2,063                        | 360                          | 3,785                        | 52,913                       | 29,031                       | 22,519                       | [ 13 ] |
| 건설       | 2,463            | 5,569            | 5,761            | 3,864            | 각 종별 열차 이용객에 포함됨 | 각 종별 열차 이용객에 포함됨 | 각 종별 열차 이용객에 포함됨 | 각 종별 열차 이용객에 포함됨 | 각 종별 열차 이용객에 포함됨 | 각 종별 열차 이용객에 포함됨 | 각 종별 열차 이용객에 포함됨 | 각 종별 열차 이용객에 포함됨 | 각 종별 열차 이용객에 포함됨 | 각 종별 열차 이용객에 포함됨 | 각 종별 열차 이용객에 포함됨 | 각 종별 열차 이용객에 포함됨 | [ 13 ] |
| 정기권     | 2,848            | 2,901            | 1,428            | 1,181            | 각 종별 열차 이용객에 포함됨 | 각 종별 열차 이용객에 포함됨 | 각 종별 열차 이용객에 포함됨 | 각 종별 열차 이용객에 포함됨 | 각 종별 열차 이용객에 포함됨 | 각 종별 열차 이용객에 포함됨 | 각 종별 열차 이용객에 포함됨 | 각 종별 열차 이용객에 포함됨 | 각 종별 열차 이용객에 포함됨 | 각 종별 열차 이용객에 포함됨 | 각 종별 열차 이용객에 포함됨 | 각 종별 열차 이용객에 포함됨 | [ 13 ] |
| 합계       | 813,208          | 888,812          | 791,726          | 812,021          | 785,377                      | 747,263                      | 670,898                      | 683,437                      | 650,194                      | 553,865                      | 571,635                      | 568,963                      | 596,678                      | 686,740                      | 639,373                      | 562,446                      | [ 13 ] |

## 미래
현재 양회등 벌크 화물 수송량 증대차원으로 제천 ~ 입석리 구간에 한해 복선전철화가 완료되었으나, 노선 전체에 대한 추가적인 개량 가능성은 구상 정도에 그치고 있다.
강원 남부지역 인구의 과소화로 인해서 여객영업기반은 악화일로를 걷고 있는 실정이다. 이 구간의 열차는 정부의 공공철도 운행보상금 제도(PSO)의 지원 대상이다. 이례적으로 ITX-마음 왕복 1회 편성된 이유도 연선 지자체에서 5년간 코레일에 손실비용부담금 지급하기로 합의했기 때문이다. 앞으로도 준고속열차가 계속 운행될지는 미지수이다.